# 辽宁广播电视台教育·青少频道
辽宁广播电视台教育·青少频道是辽宁广播电视台运营的一个以教育、青少类节目为主的频道，开播于2002年，最初称为“辽宁电视台青少频道”。
2010年，辽宁教育电视台被并入辽宁电视台，同时该电视台的部分青少教育类节目并入青少频道，故频道更名为教育·青少频道。2012年辽沈两台战略合作后，原沈阳电视台综合频道的少儿节目也迁移至本台播出，但频道改为使用原沈阳电视台影视频道播出。
2022年1月18日，辽宁教育·青少频道实现高、标清同播，成为辽宁广播电视台第一个实现高、标清同播的地面电视频道。

## 主要节目
- 新知
- 新知主播说
- 北方房产
- 非常故事汇
- 北方欢乐吧
- young动漫场
- 玩乐派
- 谜境寻奇
- 记录中国（央视记录频道节目）
- 走进我家
- 成长进行时
- 青春八点档
- 爱卡通
- 宝宝爬
- 吉日启程

此外，该频道于2024年起作为辽宁广播电视台体育节目直播的后备频道，用于直播中甲联赛辽宁铁人队的比赛，但比赛仍由体育频道解说员小马进行解说评述。